# Stajnia-Höhle

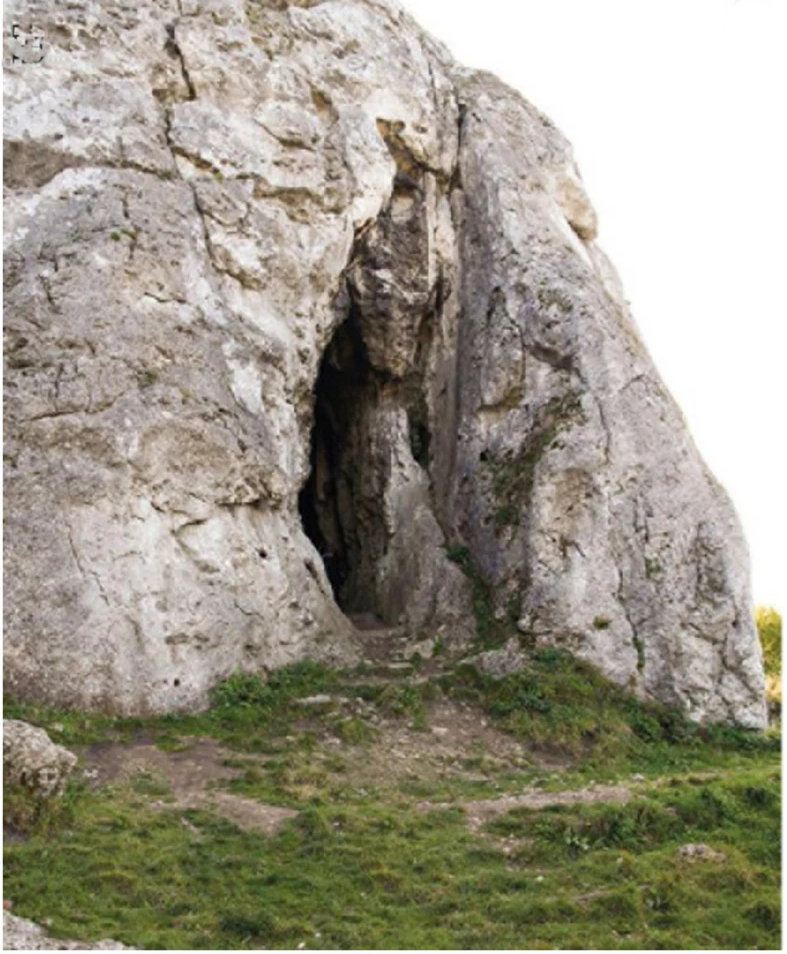
Blick auf den Eingang der Höhle

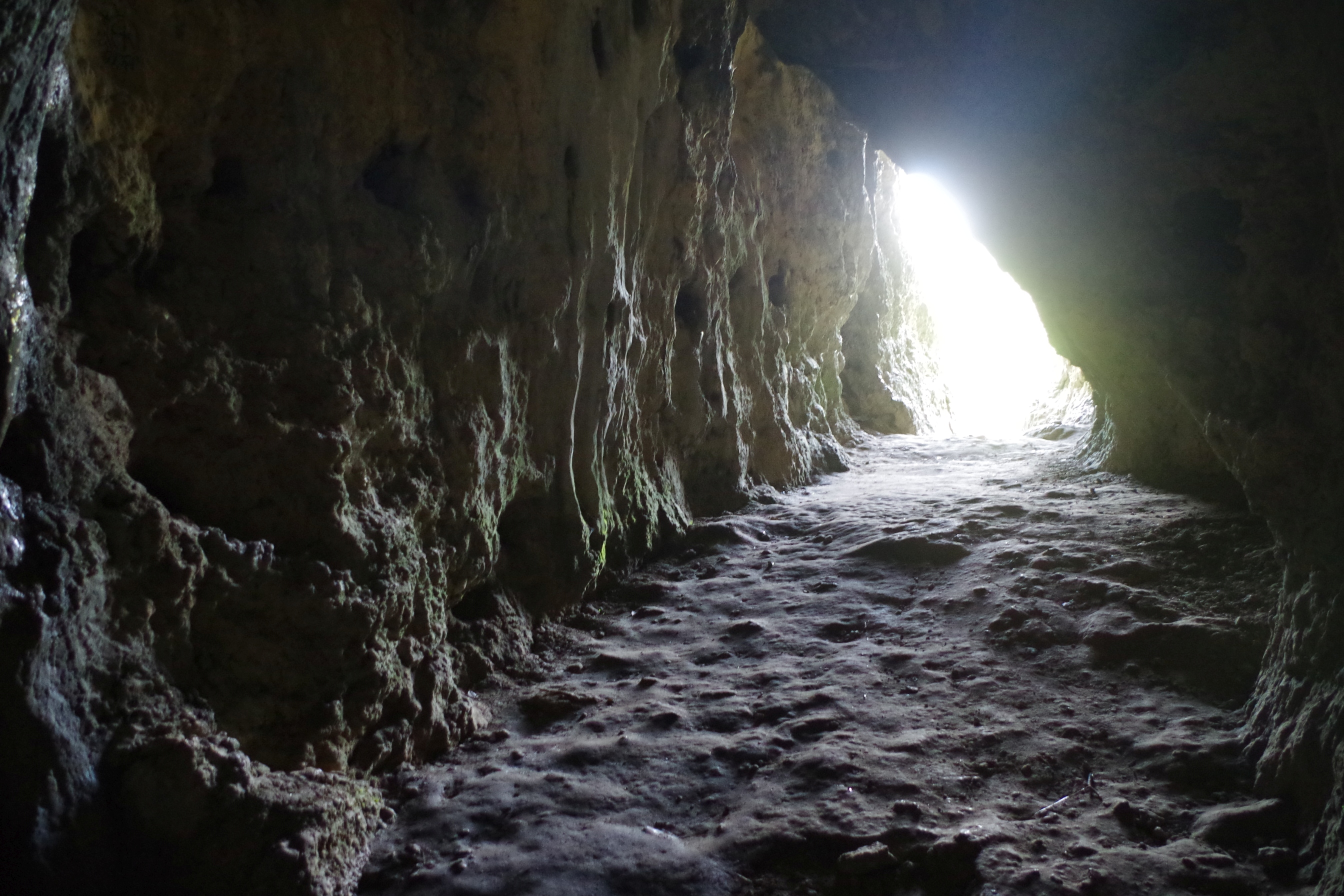
Blick von innen zum Eingang der Höhle

Die Stajnia-Höhle („Stallhöhle“; polnisch: Jaskinia Stajnia) ist eine paläoanthropologische und archäologische Fundstätte im Krakau-Tschenstochauer Hochland, in der Landgemeinde Niegowa, im südlichen Polen. Im Jahr 2020 gelang es einer internationalen Forschergruppe, zu der Wissenschaftler des Max-Planck-Instituts für evolutionäre Anthropologie, Leipzig, und der Universität Breslau gehörten, mitochondriale DNA (mtDNA) aus einem in der Höhle entdeckten großen Backenzahn eines Neandertalers zu gewinnen. Der Vergleich seines Erbguts mit der mtDNA anderer Neandertaler-Funde ergab, dass der vor rund 80.000 Jahren im Gebiet des heutigen Polens lebende Besitzer des Zahns eine größere genetische Nähe zu den Neandertalern aus dem südlich gelegenen Kaukasus hatte als zu den damals in Westeuropa lebenden Neandertalern. Auch die in der Stajnia-Höhle entdeckten Steinwerkzeuge ähneln denen aus südlichen Gebieten.
Im November 2021 berichtete die gleiche Forschergruppe den Fund eines als Schmuckanhänger interpretierten, nur 3,7 Millimeter dicken, bearbeiteten Stückes Mammut-Elfenbeins, das auf ein Alter von rund 41.000 Jahren datiert und dem anatomisch modernen Menschen (Homo sapiens) zugeschrieben wurde. Sollten Datierung und Zuschreibung Bestand haben, wäre dies das älteste bislang in Mitteleuropa entdeckte Schmuckstück des Homo sapiens.

## Beschreibung der Höhle
Die Stajnia-Höhle liegt im polnischen Landkreis Myszkowski zwischen den Dörfern Mirów und Bobolice auf einer Höhe von 359 Metern über dem Meeresspiegel. Sie öffnet sich nach Nordosten und wurde aus massivem, knapp 160 Millionen Jahre altem Kalkstein herausgewaschen. Die Höhle ist nur 2 bis 4 Meter breit und bis zu 6 Meter hoch, hat aber eine Länge von annähernd 23 Metern. Zwischen 2007 und 2010 fanden im hinteren Bereich der Höhle auf einer Fläche von insgesamt 16 Quadratmetern Ausgrabungen statt; die Sedimentschichten reichen maximal bis 150 Zentimeter in die Tiefe und sind durch natürliche und menschliche Einwirkungen zum Teil erheblich gestört und daher schwierig zu datieren.

## Funde

### Neandertaler
Bei den Grabungsarbeiten in der Höhle wurden mehrere tausend Stein-Artefakte geborgen, die aufgrund ihrer Herstellungsmerkmale (Levalloistechnik) den Neandertalern zuzuordnen sind und der Kultur des Micoquien entstammen.
In Fachkreisen bekannt wurde die Höhle allerdings vor allem wegen der fünf in ihr entdeckten Neandertaler-Backenzähne: ein Oberkiefer-Molar M2 (Sammlungsnummer S5000) eines Erwachsenen, ein Unterkiefer-Molar M1 oder M2 (S4300) eines Erwachsenen, ein Oberkiefer-Molar M2 (S4619) eines Kindes sowie ein Oberkiefer-Prämolar (S16455) und ein weiterer Unterkiefer-Molar (S19415).
Im September 2020 berichteten Wissenschafter, es sei gelungen, aus dem im Jahr 2007 entdeckten Zahn S5000 dessen mtDNA zu isolieren. Zugleich habe man den Zahn der Sauerstoff-Isotopenstufe 5a zuordnen können, was einem Alter von nahezu 80.000 Jahren entspricht. Demnach handelt es sich um das bislang älteste mitochondriale Genom eines Neandertalers aus Mittelosteuropa. Die mtDNA von S5000 weist die größte genetische Nähe zum Fossil Mesmaiskaja 1 auf, das 1993 im Kaukasus (Russland) entdeckt und dessen mtDNA 1999 nach dem namensgebenden Fossil Neandertal 1 der zweite erfolgreiche Nachweis von DNA bei einem Neandertaler gewesen war, nicht jedoch zu den gleich alten mtDNA-Belegen von Fossilien aus der Grotte Scladina und der Höhle Hohlenstein-Stadel. Die genetischen Befunde sowie die zu ihnen passenden Besonderheiten der Steingeräte wurden als Beleg für eine ausgeprägte Mobilität der Neandertaler-Populationen zwischen Polen und dem nördlichen Kaukasus interpretiert.

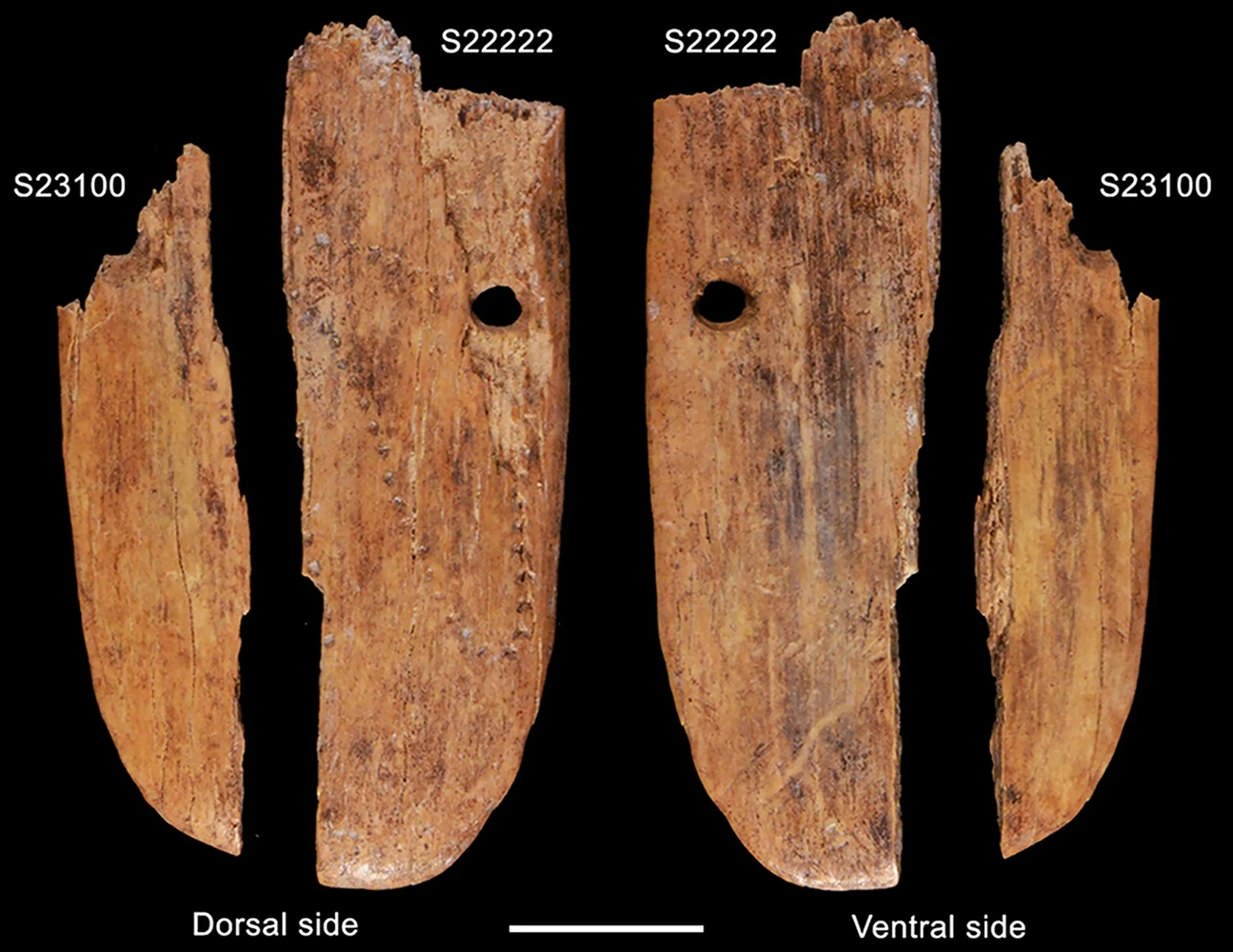
Schmuckanhänger: links die punktierte Vorderseite, rechts die Rückseite
(Strich = 1 cm)

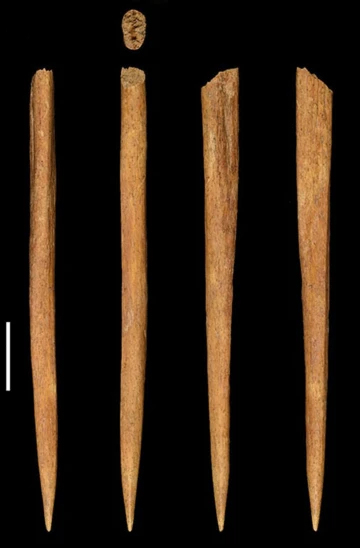
Ahle (Strich = 1 cm)

### Schmuck aus Mammut-Elfenbein
Im Jahr 2010 wurden zudem zwei Bruchstücke eines zweifach durchlöcherten und mit zahlreichen kleinen, in Linien angeordnete Punktierungen versehenen Stückes Mammut-Elfenbeins entdeckt (S-22222 + S-23100), in der gleichen Fundschicht wie eine 6,83 Zentimeter lange Ahle (S-12160) – hergestellt aus einem Pferdeknochen – und zahlreichen anderen Tierknochen. Das größere der beiden zusammengehörigen Mammutfragmente ist 4,5 Zentimeter lang und 1,5 Zentimeter breit, bei einer Dicke von 0,36 bis 0,39 Zentimetern. Das komplett erhaltene Bohrloch hat einen Durchmesser von 0,23 Zentimetern und wurde von beiden Seiten erbohrt.
Für das 14C-Alter des Elfenbeins S-22222 wurden mit Hilfe der Radiokarbonmethode 36.577 ± 183 Jahre berechnet, was einem kalibrierten Alter von 41.730 bis 41.340 Jahren (cal BP) entspricht. Aufgrund der Punktierung, die in ähnlicher Form auch von anderen Fundorten in Europa bekannt ist und dort Homo sapiens zugeschrieben wurde, werden auch die beiden Elfenbeinfragmente aus der Stajnia-Höhle dem anatomisch modernen Menschen zugeschrieben. Den Wissenschaftlern zufolge ist es sehr unwahrscheinlich, dass die Bearbeitung des Elfenbeins erst tausende Jahre nach dem Tod des Mammuts vorgenommen wurde; die klimatischen Bedingungen vor 41.000 Jahren hätten zu einer raschen Zersetzung des Elfenbeins geführt.

### Höhlenbär
Zu den herausragenden Funden aus der Stajnia-Höhle gehört ferner ein Fuß-Knochen (ein 3. Zehenglied), der anhand von DNA-Analysen einem Höhlenbären (Ursus spelaeus) zugeschrieben wurde. Eine Datierung mit Hilfe der Radiokarbonmethode ergab ein Alter von rund 26.000 Jahren (cal BP). Dieser Knochen gilt als der bislang jüngste Nachweis von Ursus spelaeus und stammt folglich aus einer Epoche sehr kurz vor dem vermuteten Aussterben der Art.

## Belege
1. 1 2 3   Andrea Picin et al.: New perspectives on Neanderthal dispersal and turnover from Stajnia Cave (Poland). In: Scientific Reports. Band 10, Artikel Nr. 14778, 2020, doi:10.1038/s41598-020-71504-x. 
Die älteste Neandertaler-DNA Mittelosteuropas. Auf: mpg.de vom 8. September 2020.
2. 1 2  Sahra Talamo et al.: A 41,500 year‑old decorated ivory pendant from Stajnia Cave (Poland). In: Scientific Reports. Band 11, Artikel Nr. 220782021, 2021, doi:10.1038/s41598-021-01221-6.
Frühester von Menschen dekorierter Schmuck Eurasiens. Auf: idw-online.de vom 25. November 2021.
3. 1 2   Marcin Żarski et al.: Stratigraphy and palaeoenvironment of Stajnia Cave (southern Poland) with regard to habitation of the site by Neanderthals. In: Geological Quarterly. Band 61, Nr. 2, 2017, S. 350–369, doi:10.7306/gq.1355.
4. ↑  Mikołaj Urbanowski et al.: The first Neanderthal tooth found North of the Carpathian Mountains. In: Naturwissenschaften. Band 97, 2010, S. 411–415, doi:10.1007/s00114-010-0646-2.
5. ↑  Paweł Dąbrowski et al.: A Neanderthal lower molar from Stajnia Cave, Poland. In: HOMO. Band 64, Nr. 2013, S. 89–103, doi:10.1016/j.jchb.2013.01.001.
6. ↑  Wioletta Nowaczewska et al.: The tooth of a Neanderthal child from Stajnia Cave, Poland. In: Journal of Human Evolution. Band 64, Nr. 3, 2013, S. 225–231, doi:10.1016/j.jhevol.2012.12.001.
7. ↑   Wioletta Nowaczewska et al.: New hominin teeth from Stajnia Cave, Poland. In: Journal of Human Evolution. Band 151, 2021, 102929, doi:10.1016/j.jhevol.2020.102929.
8. ↑  Wörtlich heißt es in der Studie von Sahra Talamo et al.: „Although permafrost may allow perfect preservation of mammoth tusks in open-air sites for millennia, these conditions are absent during MIS 3 and MIS 2 in southern Poland. This evidence implies that over thousands of years the mammoth tusk was likely subjected to taphonomic processes causing progressive deterioration of the ivory.“
 Is this mammoth-ivory pendant Eurasia’s oldest surviving jewellery? Auf: nature.com vom 29. November 2021.
9. ↑  Mateusz Baca et al.: Retreat and extinction of the Late Pleistocene cave bear (Ursus spelaeus sensu lato). In: The Science of Nature. Band 103, Artikel Nr. 92, 2016, doi:10.1007/s00114-016-1414-8.

Koordinaten: 50° 36′ 58″ N, 19° 29′ 4″ O